# Bruno Mezenga
Bruno Ferreira Mombro Rosa, mais conhecido como Bruno Mezenga (Niterói, 8 de agosto de 1988), é um futebolista brasileiro que atua como centroavante. Atualmente, joga pelo Náutico.

## Carreira

### Flamengo
Bruno Mezenga foi lançado no time principal do Flamengo em 2005, quando tinha somente 16 anos. Nos dois anos seguintes, porém, não voltou a ter muitas oportunidades no time, tendo participado apenas de dez jogos, durante todo esse período.

### Fortaleza
Assim sendo, em 2007, depois da 2.ª rodada do Campeonato Brasileiro, Bruno Mezenga foi emprestado ao Fortaleza.

### Macaé
Retornou ao Flamengo, no final de 2007, tão somente para ser emprestado ao Macaé, para a disputa do Campeonato Carioca de 2008.

### Queensland
Terminado seu empréstimo ao Macaé, mas ainda sem um lugar no Flamengo, acabou sendo emprestado ao Queensland, time da Austrália. O clube australiano, contudo, não cumpriu o valor estipulado no pré-contrato assinado com o jogador, o que acabou resultando na ida de Bruno Mezenga para o Orduspor, da Turquia.

### Orduspor
Na Turquia, aonde permaneceu por uma temporada, Bruno Mezenga foi artilheiro da 2.ª Divisão do futebol turco, com 21 gols.
Ele marcou um hat-trick em 14 de dezembro de 2008 contra o İstanbul Güngörenspor, uma partida na vitória por 5 a 0 em casa.

### Retorno ao Flamengo
Com o término do seu contrato com o Orduspor, retornou ao Flamengo próximo ao final de 2009, e logo a diretoria começou a se mobilizar para tentar conseguir emprestá-lo novamente para outro clube.
Entretanto, em virtude de uma queimadura no pé de Adriano, que o deixaria impossibilitado de jogar, surgiu uma oportunidade para Bruno Mezenga entrar no time do Flamengo. Mesmo sem grandes atuações, Bruno Mezenga fez o que pôde para suprir a ausência de Adriano, e com isso, acabou participando da conquista do Campeonato Brasileiro de 2009.
Em 2010, Bruno Mezenga permaneceu no elenco do Flamengo, servindo com alternativa aos atacantes titulares, Adriano e Vagner Love.

### Legia Varsóvia
Em 28 de maio de 2010, Bruno foi emprestado ao futebol polonês para jogar no Legia Varsóvia. Tendo contrato junto ao Flamengo até 30 de abril de 2012, o atacante ficou atuando pelo Legia Varsóvia por um ano. O empréstimo do jogador custou cerca de 550 mil reais aos europeus.Ele fez sua estreia com seus novos companheiros de equipe em 16 de agosto de 2010, na vitória por 2 a 1 em casa sobre o Cracovia SSA. Bruno marcou seu primeiro gol pelo Legia em 24 de setembro de 2010 em uma vitória em casa por 2–1 contra o Lech Poznań 
Nos seis primeiros jogos, não criou nenhuma chance de gol do adversário. Os legionários consideraram cortar o tempo de transferência pela metade. Porém, Bruno ficou no Légia até o final da temporada, mas não impressionou. Ele geralmente entrava em campo vindo do banco. O técnico Maciej Skorża não confiava muito nele. Ele marcou 3 gols em 16 partidas, incluindo duas valiosas, dando um conjunto completo de pontos. Bruno fez seu  último gol com esta camisa do Legia em 19 de novembro de 2010 em uma vitória em casa por 3–0 contra o Arka Gdynia. Já seu último jogo do Legia Varsóvia foi em 21 de maio de 2011, com uma vitória em casa por 2 a 0 contra o Wisla Cracóvia.

### Estrela Vermelha
Em 22 de junho de 2011, se transferiu para o Estrela Vermelha por um empréstimo de uma temporada. Em sua estreia, Bruno marcou um gol em uma partida da UEFA Europa League contra o Ventspils.
Bruno marcou dois gols em 23 de novembro de 2011 na vitória em casa por 4 a 0 sobre o Smederevo.Ele jogou sua última partida pelo clube de Belgrado em 10 de dezembro de 2011 na derrota em casa por 0-2 contra o Vojvodina
Mezenga passou meia temporada com a camisa vermelha e branca, após a qual o empréstimo foi rescindido. Ele jogou um total de 18 jogos e marcou cinco gols. Na Superliga Sérvia, marcou um gol em 11 partidas, na Copa da Sérvia, marcou duas vezes em três partidas, enquanto nas partidas europeias, marcou dois gols em quatro partidas. Dos cinco gols que marcou, o gol mais memorável foi o quinto na partida das quartas de final da Copa da Sérvia em Belgrado contra o Smederevo .

### Retorno ao Orduspor
Em 2012 acertou a sua volta para o Orduspor time da primeira divisão turca. Bruno, que não conseguiu atingir o nível desejado no Orduspor, não aguentou as primeiras 6 semanas. Ele jogou sua primeira partida na 24ª semana na partida do Ankaragücü. Bruno, que disputou 9 partidas na Liga na temporada 2011-12, não conseguiu marcar nenhum gol.

### Akhisar Belediyespor
Após um curto período no Orduspor, Mezenga foi contratado pelo Akhisar, onde assumiu a camisa 80.
Bruno, que foi a arma do gol do time com Severin Bikoko na temporada 2012–13, estreou contra o Eskişehirspor. Ele marcou seu primeiro gol contra o Trabzonspor na 11ª semana. Bruno disputou 15 partidas na primeira metade da temporada, marcou 2 gols, mas não conseguiu dar o esperado. Bruno tornou-se então ponta de lança da equipa com este jogador. No final da temporada, o Bruno disputou 31 partidas e marcou 5 gols no Akhisar.

### Eskişehirspor
Em 19 de julho de 2016, o Eskişehirspor assinou um contrato de 2 anos com Bruno Mezenga.. Em sua primeira partida, ele marcou 2 gols contra o Balıkesirspor e fez seu time vencer.

### São Caetano
Em 11 de dezembro de 2018, o São Caetano anunciou a contratação de Bruno.

### Vila Nova
O Vila Nova anunciou em 5 de agosto de 2019, a contratação de Bruno Mezenga.Ele disputou a Série B do Brasileiro pelo Vila Nova, marcando quatro gols em 11 jogos.

### Prachuap
Em 14 de dezembro de 2019, Bruno foi anunciado pelo Prachuap, da Tailândia. Contudo Bruno jogou quatro partidas pelo Campeonato da Tailândia 2020, até ter a passagem interrompida devido à pandemia do novo coronavírus.

### Ferroviária
Bruno foi contratado pela Ferroviária no ano 2021 e acabou se destacando no com nove gols em 12 jogos.
Bruno Mezenga foi o nome da goleada da Ferroviária, ele  marcou três dos cinco gols do time de Araraquara na vitória sobre o Botafogo-SP,na noite de 8 de março, pelo Campeonato Paulista.
Mezenga quebrou uma escrita. O último artilheiro que o clube de Araraquara tinha tido no Paulistão havia há 31 anos, com Volnei, que assinalou 12 gols na edição de 1990, dividindo a artilharia com Rubem (Guarani) e Alberto (Ituano). Já o último que figurou de forma isolada como artilheiro da competição foi há 53 anos, com o atacante Téia, assinalando 20 gols, sendo o primeiro representante de um time do interior a ficar a frente de ninguém menos que Pelé, que marcou 17 gols naquela edição.
Em 24 de maio de 2021, Bruno foi eleito melhor atacante do Paulistão pela Federação Paulista de Futebol.

### Goiás
Em 25 de maio de 2021, o Goiás contratou Bruno Mezenga.
Bruno começou o Campeonato Brasileiro da Série B como titular do Esmeraldino, contudo não conseguiu manter um bom o desempenho e acabou no banco de reservas. Ele atuou em 29 partidas pelo Goiás, onde marcou quatro gols.

### Retorno a Ferroviária
Em 16 de dezembro de 2021, a Ferroviária se reforçou para a disputa do Campeonato Paulista de 2022 e fechou o retorno de Bruno Mezenga, artilheiro do Paulistão 2021, ele chegou com contrato de empréstimo do Goiás até o final da competição estadual.

### CSA
No dia 9 de abril de 2022, o CSA anunciou oficialmente o acerto com Bruno Mezenga. Ele ainda tinha vínculo com o Goiás sendo emprestado até 31 dezembro.

### Água Santa
Em 7 de janeiro de 2023, Bruno Mezenga foi anunciado pelo Água Santa para disputa do Campeonato Paulista de 2023.
Com a equipe de Diadema, o atacante chegou a um surpreendente vice-campeonato da competição, perdendo a final para o Palmeiras.
No primeiro jogo das finais, disputado na Arena Barueri, Bruno Mezenga foi decisivo para o mandante Água Santa surpreender o Palmeiras, com uma vitória por 2 a 1. Ele marcou dois gols, que acabaram com as chances de o alviverde ser campeão invicto da competição.

### Santos
Em abril de 2023, Bruno Mezenga é contratado pelo Santos após a final do campeonato Paulista de 2023.

## Estatísticas

### Seleção Brasileira
Abaixo estão listados todos e jogos e gols do futebolista pela Seleção Brasileira, desde as categorias de base. Abaixo da tabela, clique em expandir para ver a lista detalhada dos jogos de acordo com a categoria selecionada.
Sub-17
| Ano   |       |      |         |       |
| Ano   | Jogos | Gols | Assist. | Média |
| ----- | ----- | ---- | ------- | ----- |
| 2005  | 2     | 0    | 0       | 0     |
| Total | 2     | 0    | 0       | 0     |

## Títulos
Flamengo
- Campeonato Carioca Sub-15: 2003 e 2004
- Campeonato Carioca Sub-20: 2005, 2006 e 2007
- Copa Cultura de Juniores: 2005
- Copa Record: 2005
- Copa do Brasil: 2006
- Torneio Octávio Pinto Guimarães: 2006
- Taça Guanabara: 2007
- Campeonato Carioca: 2007
- Troféu João Saldanha: 2009
- Campeonato Brasileiro: 2009

Legia Varsóvia
- Copa da Polônia: 2010–11

Estrela Vermelha
- Copa da Sérvia: 2011–12

### Prêmios individuais
- Seleção do Campeonato Paulista: 2021, 2023
- Craque do Interior do Campeonato Paulista: 2023